# Baltische Operation
1941: Białystok-Minsk – Dubno-Luzk-Riwne – Smolensk – Uman – Kiew – Odessa – Leningrader Blockade – Wjasma-Brjansk – Charkow – Rostow – Moskau – Tula

1942: Rschew – Charkow – Ljuban/Wolchow – Kertsch/Sewastopol – Fall Blau – Kaukasus – Stalingrad – Operation Mars

1943: Woronesch-Charkow – Operation Iskra – Nordkaukasus – Charkow – Kursk – Orjol – Donez-Mius – Donbass – Belgorod-Charkow – Smolensk – Dnepr – Kiew

1944: Dnepr-Karpaten – Leningrad-Nowgorod – Krim – Wyborg–Petrosawodsk – Operation Bagration – Lwiw-Sandomierz – Jassy–Kischinew – Belgrad – Petsamo-Kirkenes – Baltikum – Karpaten – Ungarn

1945: Kurland  – Weichsel-Oder – Ostpreußen – Westkarpaten – Niederschlesien – Ostpommern – Plattensee – Oberschlesien – Wien – Oder – Berlin – Prag
Die Baltische Operation (russisch Прибалтийская операция) war eine Schlacht zwischen Verbänden der Roten Armee und Verbänden der deutschen Wehrmacht an der Ostfront, die vom 14. September bis zum 24. November 1944 andauerte und während der die sowjetischen Verbände fast das gesamte Baltikum besetzten.

## Vorgeschichte

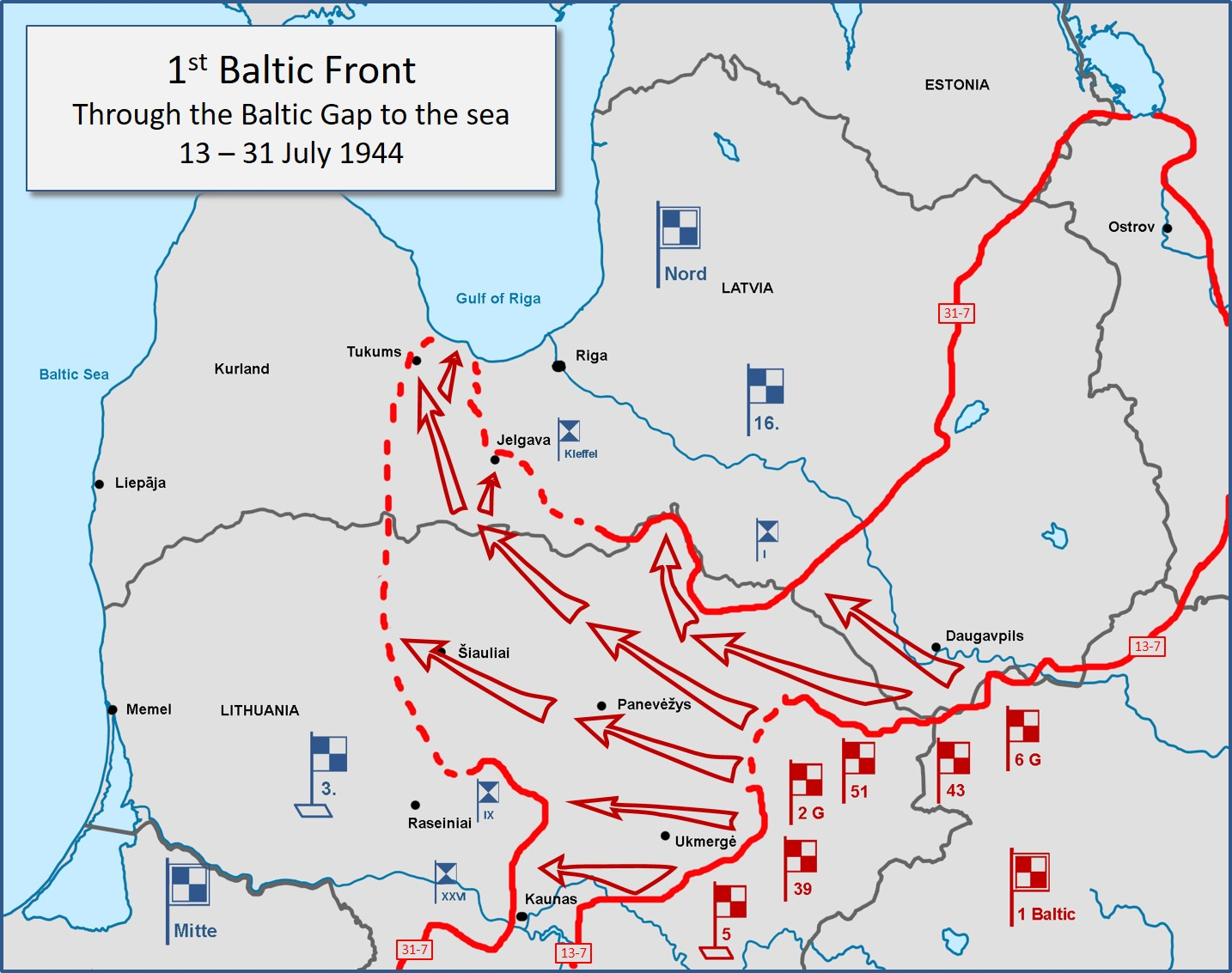

Mitte Juli 1944 rückten Truppen der sowjetischen 4. Stoßarmee, nachdem sie die Bahnstrecke Daugavpils-Rēzekne unterbrochen hatten, von Nordwesten her gegen Dünaburg vor. Auf der linken Flanke überquerte die 43. Armee die Bahnstrecke Mitau-Kaunas und rückte mit der dahinter folgenden 6. Gardearmee auf Schaulen vor. Truppen der 4. Stoßarmee, die in Zusammenarbeit mit den Formationen der 6. Gardearmee entlang der westlichen Düna vorrückten, erreichten am 27. Juli die Stadt Dünaburg. Ende Juli 1944 brach die 51. Armee mit dem 3. mechanischen Korps unter General Obuchow bei Tuckum zur Ostsee durch. Das Unternehmen Doppelkopf, der deutsche Gegenangriff aus dem Raum Schaulen in Richtung auf Tuckum, konnte am 20. August 1944 die verlorene Landverbindung zwischen der 3. Panzerarmee und der Heeresgruppe Nord wiederherstellen. Die geplante Rückeroberung von Mitau misslang der Wehrmacht. Das sowjetische Oberkommando versuchte den nächsten Durchbruch zur Ostsee, wieder westlich der lettischen Hauptstadt Riga, anzusetzen.

## Truppenstärke
Die deutsche Heeresgruppe Nord unter Ferdinand Schörner und die deutsche 3. Panzerarmee unter Erhard Raus hatten eine Stärke von zusammen etwa 730.000 Soldaten, 7.000 Geschützen und Mörsern, 1.200 Panzern und 400 Flugzeugen. Ihr gegenüber standen vier sowjetische Fronten (1. Baltische Front unter Howhannes Baghramjan, 2. Baltische Front unter Andrei Jerjomenko, 3. Baltische Front unter Iwan Maslennikow und die Leningrader Front unter Leonid Goworow) mit einer Gesamtstärke von ungefähr 900.000 Soldaten, 17.500 Geschützen, 3.000 Panzern und 2.500 Flugzeugen.

## Verlauf

### Rigaer Offensive 14. September bis 22. Oktober
Am 14. September 1944 eröffneten die 2. und die 3. Baltische Front die erste Phase der Rigaer Operation. Die Truppen der 2. Baltischen Front unter Armeegeneral Jerjomenko konnten in den ersten drei Tagen die deutsche Verteidigung zwischen Doblen und Mitau nicht durchbrechen. Nur am westlichen Abschnitt gelang es der 43. Armee (Generalleutnant A. P. Beloborodow) und der 4. Stoßarmee (Generalleutnant P. F. Malyschew), mit der 166. Schützendivision des 22. Schützenkorps unter Generalmajor Sergej Tschernikow in Bauske einzudringen. Die 1. Stoßarmee (General Sachwatajew) der 3. Baltischen Front durchbrach hingegen die Verteidigung des deutschen XXXVIII. Armeekorps (General der Artillerie Kurt Herzog) und stieß bis zum Abend des 17. September fast 50 Kilometer tief vor. Dem 12. Garde-Schützenkorps unter Generalmajor Bunkow gelang am 19. September die Eroberung von Valka (Walk). Die Stawka schob nach diesem Erfolg die 61. Armee (Generalleutnant P. A. Below) aus der Reserve in den Durchbruchsabschnitt nach.
Das Oberkommando der deutschen Wehrmacht befahl im Unternehmen Aster der Armeeabteilung Grasser den Rückzug aus Estland und der linken Flanke der 18. Armee den Rückzug vom Wirzsee. Am 16. und 22. September erfolgten im Westen aus den Raum Saldus (Frauenburg) zwei erfolglose deutsche Gegenschläge, um die Lage des schwer bedrängten XXXXIII. Armeekorps (General der Gebirgstruppen Kurt Versock) südlich von Riga zu erleichtern. Das sowjetische 10. Panzerkorps (Generalmajor Schaposchnikow) brach an der Front zwischen der 21. und 31. Infanterie-Division durch und nahm am 24. September zusammen mit dem 12. Schützenkorps die Stadt Valmiera (Wolmar) ein. Vom 18. bis zum 23. September hatte sich die 18. Armee aus der Linie Pernau-Valka–Schwanenburg auf die Sigulda-Verteidigungslinie (Segewold-Stellung) zurückgezogen, die sich im Abstand von etwa 60 bis 80 Kilometern halbkreisförmig rund um Riga erstreckte.
Die 3. Baltische Front ging derweil im Osten zur Verfolgung über. Am 19. September gelang es der 1. Stoßarmee im Raum Baldone, die 205. Infanterie-Division des I. Armeekorps (General der Infanterie Theodor Busse) im östlichen Düna-Brückenkopf bei Ķekava zu überflügeln; nur durch seinen Rückzug auf Vecmuiža konnte General von Mellenthin den Anschluss an die 215. Infanterie-Division wiederherstellen.
Am 22. September erzielten auch die Truppen der 2. Baltischen Front einen Einbruch; sie und die 3. Baltischen Front wurden an der südlichen Sigulda-Stellung gestoppt. Die Armeeabteilung Grasser unter General der Infanterie Grasser übernahm am 25. September rechts von der westlich Riga eingesetzten Generalkommando z. b. V. Kleffel die Sicherung des Landkorridors nach Tuckum.
Rund um Riga verteidigten etwa 25 Divisionen der Wehrmacht; der Frontabschnitt von Auce bis zur Memel wurde aber nur durch acht Divisionen der deutschen 3. Panzerarmee unter Generaloberst Raus gehalten. Die Stawka bereitete deshalb den nächsten Angriff südlicher vor, wo die 1. Baltische Front stand.

### Tallinner Operation 17. bis 26. September
Am 17. September 1944 startete die Armeen der Leningrader Front unter Marschall Goworow, unterstützt von der Baltischen Flotte, die sogenannte Tallinner Operation. Die 8. Armee unter Generalleutnant Starikow nahm am 20. September Rakvere ein. Das estnische 8. Schützenkorps unter Generalleutnant Lembit Pern konnte am 22. September im Zusammenwirken mit der 72. Schützendivision des 117. Schützenkorps (Generalmajor Wassili A. Trubatschew) die estnische Hauptstadt Tallinn (Reval) einnehmen. Am 23. September wurde Pernau vom 108. Schützenkorps (Generalleutnant Witali Polenow) besetzt; damit hatte die übergeordnete 2. Stoßarmee unter Generalleutnant Fedjuninski den Rigaer Meerbusen erreicht. Die deutsche Kriegsmarine schiffte ab dem 17. September in Reval und Pernau die Reste des zurückgehenden II. Armee- und III. SS-Panzerkorps ein, dessen Truppen nach Kurland verbracht wurden.

### Memeler Offensive 5. bis 22. Oktober
Am 5. Oktober begann die 1. Baltische Front unter Armeegeneral Baghramjan mit Unterstützung der 39. Armee der 3. Weißrussischen Front auf 90 Kilometern Breite die Memeler-Operation. Die Stellungen des XXXX. Panzerkorps zwischen Schaulen und Kursenai (Kurschenen) wurden durch den Ansturm der sowjetischen 6. Gardearmee (Generaloberst Tschistjakow) überrannt. Die in der Mitte direkt auf Klaipėda angesetzte sowjetische 43. Armee unter General Beloborodow erreichte nach einem 17 km tiefen Einbruch den Venta-Abschnitt. Südlich von Kelma drangen die Truppen die 2. Gardearmee über die Dubysa 7 km tief in die deutsche Front ein. Am Südabschnitt wurde die 39. Armee unter General Ljudnikow gegen die Front des IX. Armeekorps auf Tauroggen angesetzt. Am 6. Oktober war die Front der 3. Panzerarmee auf 90 Kilometern Breite aufgerissen. General Tschantschibadze überschritt bereits den Jūra-Abschnitt. Das Vordringen der 5. Garde-Panzerarmee unter Generalleutnant Wolski erreichte am 9. Oktober zusammen mit der 51. Armee (General Kreiser) die Küste der Ostsee bei Polangen, so dass die Heeresgruppe Nord endgültig abgeschnitten worden war. Am gleichen Tag erreichten Truppen der 2. Gardearmee (Generalmajor Tschantschibadze) die Küste zum Kurischen Haff bei Heydekrug; der am 10. Oktober über die Minija (Minge) nach Memel angesetzte Vorstoß brachte die Einnahme von Prökuls und die vollständigen Einschließung der Stadt. Der erste sowjetische Versuch, Memel bis zum 12. Oktober im Handstreich zu nehmen, scheiterte am Unterstützungsfeuer der schweren Kreuzer Lützow und Prinz Eugen. Die Truppen des abgeschnittenen XXVIII. Armeekorps (General Gollnick) hielten mit drei Divisionen, (Pz.-Gren.Div. Großdeutschland, 7. Panzer- und der 58. Infanterie-Division) bis zum Januar 1945 im Brückenkopf Memel stand.

### Schlacht um Riga 6. bis 15. Oktober
Nach der neuerlichen Umgruppierung der sowjetischen Verbände wurde unter dem allgemeinen Oberbefehl von Marschall Leonid Goworow die zweite Angriffsphase gegen die deutschen Stellungen um Riga eingeleitet. In der Nacht zum 6. Oktober begannen die 2. und 3. Baltische Front ihren neuerlichen Angriff. Auf Befehl Schörners wurde schon zum Beginn der Kämpfe mit dem Unternehmen Donner – der Evakuierung Rigas – begonnen. Die Lage wurde noch kritischer, als die 2. Baltische Front am 10. Oktober einen neuen Generalangriff ansetzte. Bis zum 16. Oktober wurden durch einen 45 km langen und 6 km breiten Korridor etwa 20 Divisionen samt Kriegsmaterial über die die Tuckum-Stellung nach Kurland zurückgezogen. Die Batterien der 6. Flak-Division übernahmen die Sicherung der Absatzbewegung.
Das Armeeoberkommando 18 (General der Infanterie Ehrenfried Oskar Boege) wurde mit den Generalkommandos I. und X. A.K. nach Kurland abgezogen und übergab die Befehlsführung am östlichen Düna-Ufer an die 16. Armee. General der Infanterie Hilpert verteidigte sich am 13. Oktober in Riga noch mit etwa 15 Divisionen (II., XXXXIII. und L. Armeekorps).
Am 12. Oktober begann die eigentliche Schlacht um die lettische Hauptstadt; am nächsten Tag konnten die 1. Stoßarmee (Generalleutnant Sachwatajew) und die 67. Armee (General Romanowski) in den östlichen Teil der Stadt eindringen. Am Nachmittag des 13. Oktober gelang es der Vorhut der 374. Schützendivision unter Oberst Gorodetski, auf das linke Ufer der Düna überzusetzen und die Rückzugslinien der 16. Armee abzuschneiden. Am 14. Oktober brach das lettische 130. Schützenkorps (Generalleutnant Brantkaln) der 10. Gardearmee (Generalleutnant Kasakow) am südlichen Stadtrand in das Stadtzentrum ein. Die 245. Schützendivision drang von Norden her, die 212. Schützendivision vom Osten vor. Am 15. Oktober war die Einnahme von Riga nach heftigen Kämpfen abgeschlossen. Als letzte deutsche Verbände standen die 87. und 227. Infanterie-Division am östlichen Ufer der Düna und deckten den Rückzug nach Westen.
Am 16. Oktober wurde die 3. Baltische Front aufgelöst und die Truppen der 1. und 2. Baltischen Front setzten in der 1. Kurlandschlacht die Offensive in Richtung auf Windau und Saldus fort. Zwischen Džūkste und dem Meer übernahm die Korpsgruppe Kleffel mit der 205. und 227. Infanterie- sowie der 281. Sicherungs-Division die Deckung der rechten Flanke der eingekesselten Heeresgruppe Nord. Bis zum 22. Oktober schlossen die Sowjets auf die Tukum-Verteidigungslinie auf, als Sicherung verblieb die sowjetische 67. Armee im Raum Riga zurück.

### Moonsund Operation 27. September bis 24. November

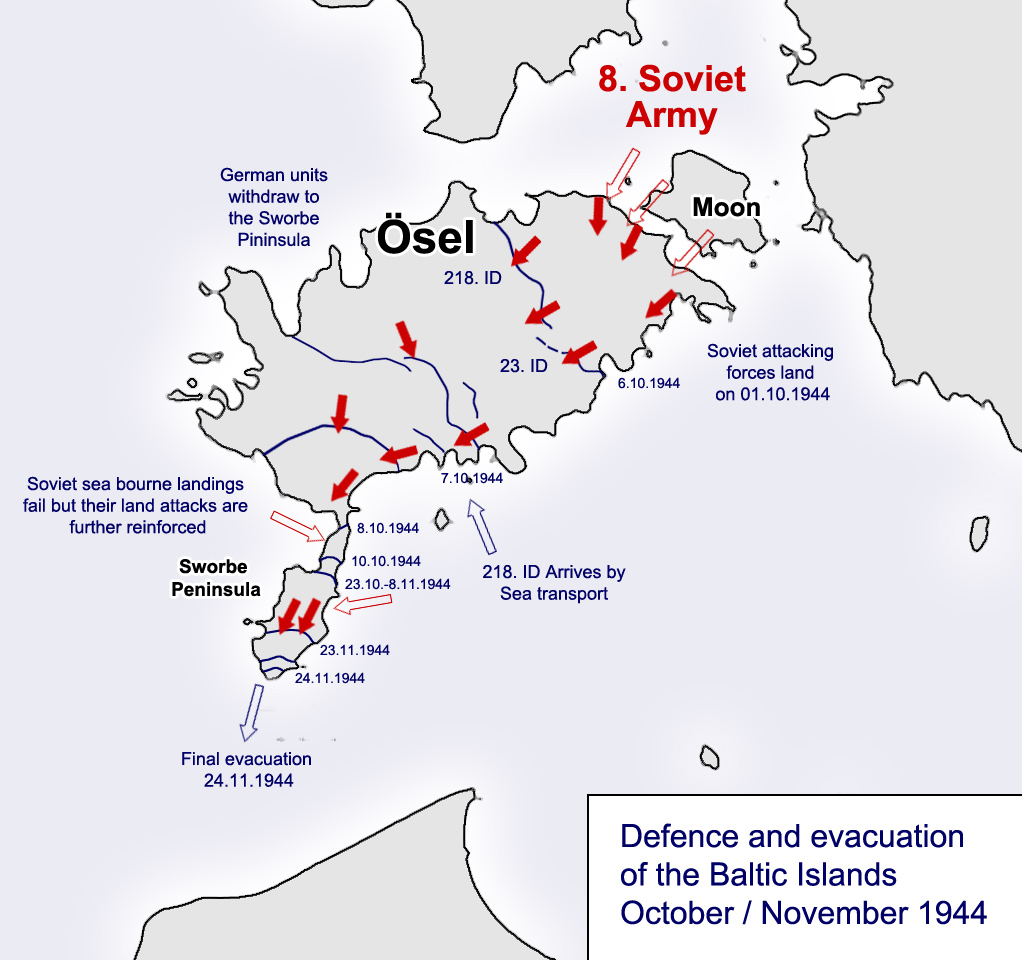
Sowjetische Eroberung der Inseln Moon und Ösel 1944

Die Leningrader Front hatte bis zum 26. September ganz Estland mit Ausnahme der Inseln Dagö, Ösel und Moon besetzt.
Vom 27. September bis zum 24. November führte die 8. Armee dieser Front zusammen mit der Baltischen Flotte die Moonsund-Operation durch, in deren Folge auch die noch von der Wehrmacht besetzten Inseln erobert wurden. Das estnische 8. Schützenkorps unter Generalleutnant Pern, welches aus Zwangsverpflichteten und Freiwilligen bestand, wurde während dieser Kampagne neuerlich im Rahmen der sowjetischen Streitkräfte eingesetzt. An der Verteidigung der Baltischen Inseln waren die 23. und 218. Infanterie-Division sowie diverse estnische Einheiten beteiligt. Am 24. November hatten sich die letzten Truppen unter deutschem Kommando an der Südspitze der Halbinsel Sworbe eingeschifft.

## Verluste und Folgen
Die Rote Armee stieß auf einer 1000 Kilometer breiten Front bis zu 300 Kilometer nach Westen vor, besetzte Estland, Lettland und Litauen, zerschlug 26 deutsche Divisionen (drei davon komplett) und blockierte 27 weitere Divisionen im Kurland-Kessel, wo diese sich am 8. Mai 1945 schließlich ergaben. Die Rote Armee verlor nach eigenen Angaben 218.622 Soldaten (darunter 61.468 Tote und Vermisste), 522 Panzer und Sturmgeschütze, 2.593 Geschütze und 779 Kampfflugzeuge.